# Shamita Shetty

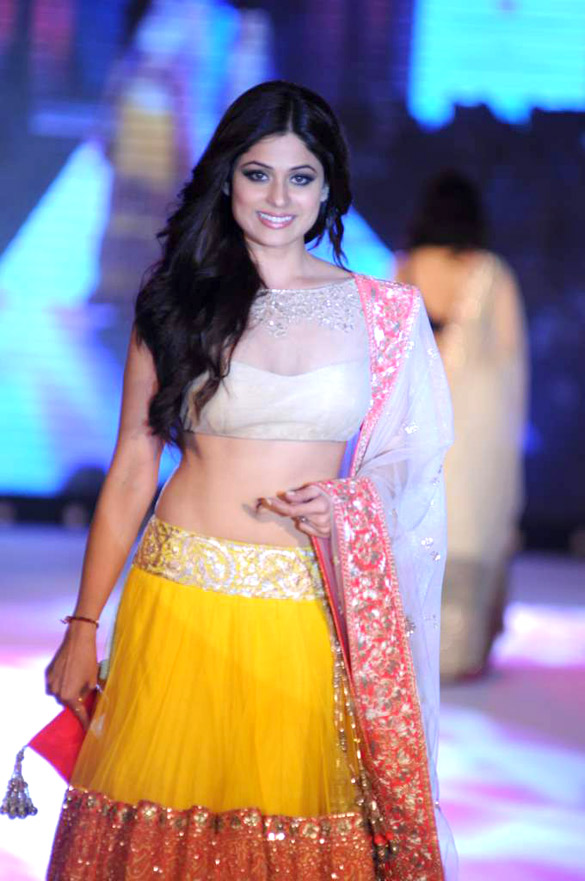
Shamita Shetty (2012)

Shamita Shetty (* 2. Februar 1979 in Mangalore, Indien) ist eine indische Innenarchitektin, Model und Schauspielerin.

## Leben
Shamita Shetty ist die Tochter von Surendra und Sunanda Shetty, die Schauspielerin Shilpa Shetty ist ihre ältere Schwester.
Shamita Shetty studierte zunächst Handel am Sydenham College in Mumbai und schloss ein anschließendes Studium als Modedesignerin an der SNDT Women’s University in Mumbai nach drei Jahren mit einem Diplom ab.
Anschließend erhielt sie ein Angebot des Filmproduktionsunternehmens Yash Raj Films und begann als Schauspielerin. Für die Rolle der Ishika Dhanrajgir in ihrem Debütfilm Mohabbatein (Denn meine Liebe ist unsterblich) unter der Regie von Aditya Chopra wurde sie 2000 mit dem IIFA-Award für das beste weibliche Debüt ausgezeichnet.
Ab etwa 2008 beendete sie ihre Schauspielkarriere und begann als Malerin und Innenarchitektin zu arbeiten. Sie gestaltete im Stadtteil Bandra von Mumbai den Nachtclub  „Royalty“, der ihrer Familie gehört und 2010 eröffnet wurde. Anschließend belegte sie an der Inchbald School of Design und am Central Saint Martins College of Art and Design in Westminster, London Kurse in Innenarchitektur und Design. Danach kehrte sie nach Mumbai zurück, arbeitete ein Jahr in einem Architekturbüro und gründete 2013 das eigene Unternehmen Golden Leaf Interiors.
2015 nahm sie an der 8. Staffel von Jhalak Dikhhla, der indischen Version von Let’s Dance, teil und belegte den 3. Platz.

## Filmografie
- 2000: Denn meine Liebe ist unsterblich (Mohabbatein)
- 2000: Yeh Kaisi Hukumat
- 2002: Mere Yaar Ki Shaadi Hai
- 2002: Saathiya – Sehnsucht nach dir (Saathiya)
- 2003: Piliste Palukutha
- 2004: Wajahh: A Reason to Kill
- 2004: Agni Pankh
- 2005: Bewafaa – Untreu (Bewafaa)
- 2005: Zeher
- 2005: Fareb
- 2007: Cash
- 2007: Heyy Babyy
- 2008: Hari Puttar – A Comedy Of Terrors
- 2008: Naan Aval Adhu